# New Works Programme
O New Works Programme de 1935-1940 foi o principal programa de investimento entregue pelo London Passenger Transport Board (LPTB), comumente conhecido como London Transport, criado em 1933 para coordenar trens subterrâneos, bondes elétricos e serviços de ônibus em Londres e nos arredores. O programa visava desenvolver muitos aspectos dos serviços de transporte público operados pela LPTB e os serviços ferroviários suburbanos da Great Western Railway (GWR) e da London and North Eastern Railway (LNER). O investimento foi amplamente apoiado pela assistência do governo, bem como pela emissão de títulos financeiros e foi estimado em 42 286 000 libras em 1936.